# Blanche Baker
Blanche Baker (née le 20 décembre 1956) est une actrice américaine.

## Biographie
Née Blanche Garfein à New York, elle est sœur de Herschel Garfein (en), 
fille de l'actrice Carroll Baker et du réalisateur Jack Garfein, un des directeurs de l'Actors Studio. Elle a fait ses études à Wellesley College de 1974 à 1976.

## Carrière
Blanche est surtout connue pour ses rôles dans les films suivants : Cold Feet (1984), Sixteen Candles (1984) et Taking Chance (2009).
Elle a gagné un prix aux Emmy Award pour sa performance dans le feuilleton télévisé Holocauste, interprétant Anna Weiss (1979).
Son père Jack Garfein, célèbre directeur d'acteurs, était lui-même survivant de la Shoah ancien déporté d'Auschwitz.

## Filmographie
| Année | Titre                             | Rôle             | Notes |
| ----- | --------------------------------- | ---------------- | ----- |
| 1979  | French Postcards                  | Laura            |       |
| 1979  | La Vie privée d'un sénateur       | Janet            |       |
| 1982  | The Tragedy of Romeo and Juliet   | Juliet           |       |
| 1984  | Cold Feet                         | Leslie Christo   |       |
| 1984  | Sixteen Candles                   | Ginny            |       |
| 1986  | Raw Deal                          | Amy Kaminski     |       |
| 1988  | Shakedown                         | Gail Feinberger  |       |
| 1988  | Bum Rap                           | Lisa DuSoir      |       |
| 1990  | The Handmaid's Tale               | Ofglen           |       |
| 1991  | Livin' Large                      | Kate Penndragin  |       |
| 1994  | Dead Funny                        | Barbara          |       |
| 2006  | Underdogs                         | Marie            |       |
| 2006  | The Rehearsal                     | Marie            |       |
| 2007  | The Girl Next Door                | Ruth Chandler    |       |
| 2008  | 3rd of July                       | Mrs. Shaw        |       |
| 2008  | Jersey Justice                    | Polly O'Bannon   |       |
| 2010  | Hypothermia                       | Hellen Pelletier |       |
| 2011  | The Grand Theft                   | Barbara Blushe   |       |
| 2011  | The Coffee Klash                  | Gayle            |       |
| 2012  | Christmas Heart: A Mother's Story | Dr. Jones        |       |

| Année | Titre                                             | Rôle              | Notes                               |
| ----- | ------------------------------------------------- | ----------------- | ----------------------------------- |
| 1979  | Holocauste                                        | Anna Weiss        | Gagne un Emmy Award                 |
| 1979  | Mary and Joseph: A Story of Faith                 | Mary              | Téléfilm                            |
| 1981  | The Awakening of Candra                           | Candra Torres     | Téléfilm                            |
| 1982  | The Day the Bubble Burst                          | Jolan Slezsak     | Téléfilm                            |
| 1985  | Equalizer                                         | Allison Webster   | épisode : Desperately               |
| 1985  | Cauchemar à Rome (Embassy)                        | Megan Hillyer     | Téléfilm                            |
| 1986  | Nobody's Child                                    | Shari             | Téléfilm                            |
| 1987  | Spenser: For Hire                                 | Carolyn Tomlinson | épisode : Personal Demons           |
| 1991  | The Trials of Rosie O'Neill                       |                   | épisode : Domestic Silence          |
| 1991  | Davis Rules                                       |                   | épisode : Everybody Comes to Nick's |
| 1992  | In the Heat of the Night                          | Jenny Sawyer      | épisode : Love, Honor & Obey        |
| 1992  | New York, police judiciaire                       | Lucy Neven        | épisode : Star Struck               |
| 1994  | Clarissa Explains It All                          | Chelsea Chipley   | épisode : Janet and Clarissa, Inc.  |
| 2005  | New York, section criminelle                      | Miriam Engles     | épisode : Diamond Dogs              |
| 2009  | L'Honneur d'un Marine (Taking Chance)             | Chris Phelps      | Téléfilm                            |
| 2018  | En danger dans sa famille (Hidden Family Secrets) | Helen             | Téléfilm                            |
| 2019  | Thrasher                                          | Josephine         | Téléfilm                            |